# 金拱門 (標誌)

麦当劳金拱门标志

金拱门（英語：Golden Arches）是全球连锁快餐店麦当劳的标志，由一个黄色字母M构成，M是McDonald's的首字母。理察和莫里斯·麦当劳兄弟在1952年使用了黄色半圆作为麦当劳的标志，而目前的M形1968年首次使用。旧的标志目前仅存于麦当劳第433号分店标志。后来中國地區業務出售後，新公司亦更名為金拱門（中國）有限公司。
亚利桑那州塞多纳政府要求当地麦当劳不得使用黄色标志，因此使用了青绿色M标志。

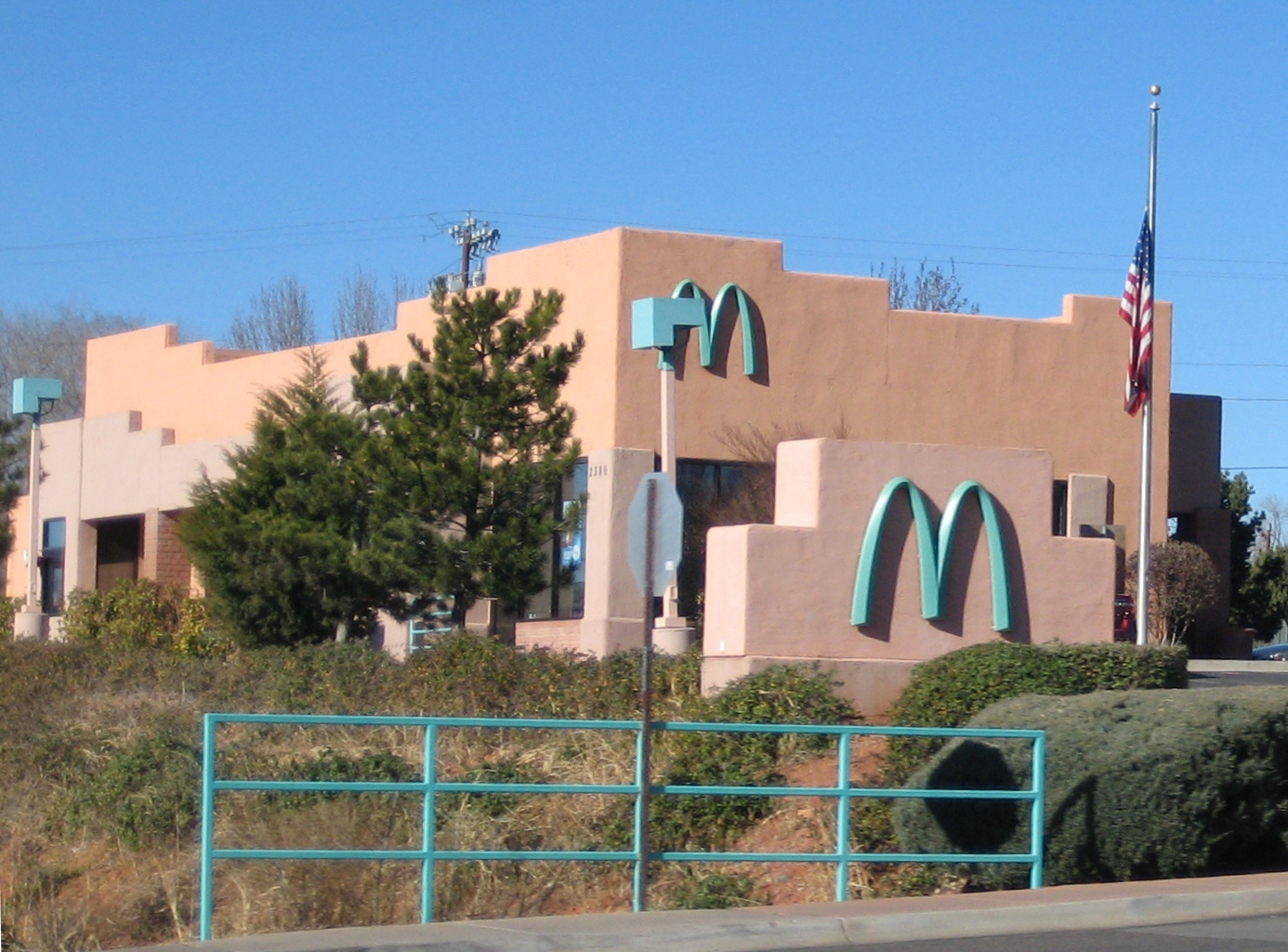
塞多纳的麥當勞

## 外部連結
- 麥當勞官網-關於我們 （页面存档备份，存于）| 牛肉 | - 大麥克漢堡 - 至尊漢堡 - 足三兩                                                      |
| 鸡肉 | - 麥克鷄塊 - 麦香鸡 - 板燒雞腿包 - 脆辣雞腿包 - 脆香雞翼 - 麥脆雞 |
| 其他 | - 薯条 - 麥香魚 - 开心乐园餐 - 滿福堡 - 冰旋風 - 楓糖班戟漢堡 - 飯TASTIC              |

| 活动 | - 麥當勞叔叔                                                                                               |
| 赞助 | - 麥當勞高中全明星賽 - 麥當勞籃球盃 - 麥當勞高爾夫球盃 - 南加大水上運動中心                                |
| 相关 | - 我就喜欢 - 讓對話更有溫度「接納篇」 - 最古老的麥當勞餐廳 - 麦当劳第433号分店标志 - Oh La La La |